# South Coast Wolves
South Coast Wolves is een Australische voetbalclub uit Wollongong die speelt in de NSW Premier League, de hoogste divisie in de staat New South Wales.
De club is de voortzetting van de voormalige profclub Wollongong Wolves die na het behalen van het kampioenschap in 2008 failliet ging. In het seizoen 2009 speelde de club onder de naam Wollongong Community FC.
NSL
De club speelde jaren in de National Soccer League. Na de opheffing van deze competitie in 2004 ging Wollongong Wolves in de NSW Premier League spelen.
Als winnaar van de NSL vertegenwoordigde de club Australië in de OFC Club Championship. Na het winnen van de
editie van 2001 kwalificeerde Wollongong Wolves zich als vertegenwoordiger van de OFC voor het WK voor clubs 2001. Uiteindelijk ging het WK voor clubs echter vanwege financiële en organisatorische problemen niet door.

## Erelijst
- OFC Club Championship

2001
- National Soccer League

2000, 2001
- New South Wales Premier League

1987, 2008

## Internationale wedstrijden
| Seizoen | Competitie            | Ronde | Land                         | Club                     | Uitslagen |
| ------- | --------------------- | ----- | ---------------------------- | ------------------------ | --------- |
| 2001    | OFC Club Championship | Groep | Vlag van Tonga               | SC Lotoha'apai           | 16-0      |
| 2001    | OFC Club Championship | Groep | Vlag van Fiji                | Foodtown Warriors Labasa | 5-0       |
| 2001    | OFC Club Championship | Groep | Vlag van Salomonseilanden    | Laugu United FC          | 10-0      |
| 2001    | OFC Club Championship | Groep | Vlag van Papoea-Nieuw-Guinea | Unitech FC               | 6-0       |
| 2001    | OFC Club Championship | Groep | Vlag van Nieuw-Zeeland       | Napier City Rovers       | 1-0       |
| 2001    | OFC Club Championship | HF    | Vlag van Tahiti              | AS Vénus                 | 4-2       |
| 2001    | OFC Club Championship | F     | Vlag van Vanuatu             | Tafea F.C.               | 1-0       |

## Bekende (oud-)spelers
- Scott Chipperfield
- Mile Sterjovski
- Luke Wilkshire